# Codici di zona 214, 469 e 972

Mappa del Texas e delle regioni adiacenti, con le zone 214, 469 e 972 evidenziate.

I codici di zona 214, 469 e 972 sono i prefissi telefonici del Nord America per Dallas, Texas, e della maggior parte del Dallas-Fort Worth Metroplex.
Il codice 214 era uno dei codici di zona stabiliti in origine dal NANP nell'ottobre del 1947. Inizialmente comprendeva tutta la sezione Nord-Est del Texas, da Fort Worth fino al confine con l'Arkansas e la Louisiana. Nel 1954, una parte della Contea di Tarrant venne combinata con la parte orientale dell’area 915 per formare il codice di zona 817.
Nonostante la drastica crescita di Dallas durante la seconda metà del XX secolo, questa configurazione venne mantenuta per 36 anni. Finalmente, nel 1990, l'intera porzione Est dell'area 214 venne divisa con l'area 903.
La separazione del 1990 era prevista come una soluzione a lungo termine, ma entro cinque anni l'area 214 era vicina all'esaurimento a causa della rapida crescita del Metroplex oltre alla popolarità dei cellulari, fax e dei cercapersone. Come soluzione, tutti i territori 214 vennero divisi con l'area 927 in 1995. Tuttavia, entro solamente due anni, 214 e 927 erano di nuovo quasi in esaurimento. Il prefisso 469 venne introdotto nel 1º luglio 1999 e la sua area si sovrapponeva a gran porzione del Metroplex. Contemporaneamente, il confine 214-972 venne rimosso, e 972 venne convertito in un’area che sovrapponeva tutta la regione. Come risultato, tre codici si sovrapponevano sulla stessa zona, e la composizione di numeri a dieci cifre diventò obbligatoria per tutte le telefonate.
Sebbene ciò ebbe come effetto di allocare oltre 23 milioni di numeri in un'area di appena nove milioni di persone, stando alle previsioni attuali l'area di Dallas richiederà un quarto codice di zona entro la metà del 2021.
A partire dal 2000, 214 e 972 sono stati sovrapposti alle porzioni della parte orientale della Contea di Tarrant (Arlington, Bedford, Euless, Grapevine, Southlake e Colleyville) che sono più vicine a Dallas.
Dal 2021 tutti i nuovi numeri verranno assegnati al prefisso 945.
Contee comprese in quei codici di zona:
Collin, Dallas, Denton, Ellis, Johnson, Kaufman, Navarro, Rockwall e parti orientali di Tarrant.
Città comprese in quei codici di zona:
Addison, Allen, Anna, Arlington, Avalon, Bardwell, Bedford, Blue Ridge, Carrollton, Cedar Hill, Celina, Cockrell Hill, Colleyville, Combine, Copeville, Coppell, Crandall, Dallas, DeSoto, Duncanville, Elmo, Ennis, Euless, Farmers Branch, Farmersville, Fate, Ferris, Flower Mound, Forney, Forreston, Frisco, Garland, Glenn Heights, Grand Prairie, Grapevine, Highland Park, Highland Village, Hurst, Hutchins, Irving, Italy, Josephine, Kaufman, Lancaster, Lavon, Lewisville, Little Elm, Lucas, Maypearl, McKinney, Melissa, Mesquite, Midlothian, Milford, Murphy, Nevada, Oak Leaf, Palmer, Pecan Hill, Plano, Princeton, Prosper, Red Oak, Rice, Richardson, Rockwall, Rosser, Rowlett, Royse City, Sachse, Scurry, Seagoville, Sunnyvale, Talty, Terrell, The Colony, University Park, Venus, Waxahachie, Westminster, Weston, Wilmer e Wylie. Inoltre, l'Aeroporto Internazionale di Dallas-Fort Worth è compreso nel codice di zona 972.